# Gunnar Bratt
Hjalmar Gunnar Bratt, född 16 januari 1916 i Hällefors församling, Örebro län, död 27 juli 1994 i Kumla församling, Örebro län, var en svensk friidrottare (långdistanslöpning). Inhemskt tävlade han för Stockholms Spårvägars GoIF.
Bratt vann SM på 10 000 meter år 1943. Han var också svensk mästare i terränglöpning 8 000 meter tre gånger.